# Soňa Bernardová
Soňa Bernardová (* 2. února 1976 Brno, Československo) je česká reprezentantka v synchronizovaném plavání. K jejím úspěchům patří 7. místo z ME 1997 a 8. místo v jednotlivcích i dvojicích z ME 2006.
Na olympijských hrách v Sydney v roce 2000 společně s Janou Rybářovou a na hrách v Athénách v roce 2004 společně s Ivou Bursovou vybojovala 15. místo. Na olympijských hrách v Pekingu reprezentovala Českou republiku s Alžbětou Dufkovou, jak v technickém tak ve volném programu obsadily 18. místo a skončily tak již v kvalifikaci. Od postupu do finále je dělilo 2,25 bodu.